# اینتل‌ست ۳۹
اینتل‌ست ۳۹ که متعلق به شرکت اینتل‌ست است در مدار ۶۲ درجه شرقی قرار دارد. این ماهواره در تاریخ ۶ اوت ۲۰۱۹ پرتاب شد و جایگزین ماهواره اینتل‌ست ۹۰۲ در مدار ۶۲ درجه شرقی شد. در حال حاضر شبکه‌های سازمان صدا و سیمای جمهوری اسلامی ایران بر روی این ماهواره در حال پخش است و صدا و سیما برای توزیع شبکه‌هایش در سطح کشور با استفاده از این ماهواره برنامه‌ها را به فرستنده‌های زمینی می‌فرستد همچنین برای پخش مسابقات ورزشی زنده از این ماهواره استفاده می‌شود.
لازم است ذکر شود فرکانس شبکه‌های استانی ماهواره اینتلست ۳۹ بسیار ضعیف می‌باشد و از طریق رسیور ماهواره قابل دریافت نمی‌باشد.

## پوشش
پوشش این ماهواره شامل آسیا، اروپا، خاور نزدیک و آفریقا است.